# Lucio Cesennio Peto
Lucio Giunio Cesennio Peto (latino: Lucius Iunius Caesennius Paetus; 28 circa – post 72) è stato un generale e funzionario romano che fu coinvolto nelle relazioni tra i Romani e i Parti.

## Biografia
Peto fu console per il 61, e l'anno seguente ricoprì la carica di governatore della Cappadocia.
Il re di Armenia Tigrane VI di Armenia, un alleato dei Romani, aveva invaso l'Adiabene, regione del regno dei Parti, causandone la risposta: Tigrane era stato sconfitto e sostituito da Tiridate I di Armenia, fratello del re parto Vologase I.
A Peto fu ordinato di attaccare i Parti con le legioni IIII Scythica e XII Fulminata, oltre a vessillazioni della V Macedonica. Peto attraversò l'Eufrate muovendosi verso l'Armenia, ma Vologase si mosse su Tigranocerta e Peto fu respinto e inseguito fino a Rhandeia. La situazione apparve a Peto molto difficile, perché gli arcieri parti riuscivano a bersagliare l'interno della città, mentre la presenza dei clibanari nemici impediva le sortite. Decise quindi di chiedere una tregua a Vologase, promettendo in cambio di abbandonare l'Armenia e di far riconoscere Tiridate da Nerone. Vologase accettò volentieri la tregua, in quanto stava pensando di ritirarsi a sua volta per l'impossibilità di assaltare la città e per la mancanza di rifornimenti. Avendo vinto la battaglia di Rhandeia, Vologase fece costruire ai soldati romani un ponte, e si allontanò. La campagna fu poi ripresa e portata a termine vittoriosamente da Gneo Domizio Corbulone, mentre Peto fu destituito.
Di Cesennio Peto sappiamo che, una volta divenuto imperatore Vespasiano, venne inviato verso la metà/fine del 70 a governare la Siria in qualità di legatus Augusti pro praetore. Dopo luglio del 72, Cesennio Peto, non sappiamo se in buona o cattiva fede nei confronti di Antioco, mandò una lettera a Vespasiano accusando Antioco, re della Commagene, insieme suo figlio Epifane, di voler ribellarsi ai Romani e di aver già preso accordi con il re dei Parti. Bisognava prevenirli per evitare una guerra che coinvolgesse l'impero romano.
Giuntagli una simile denuncia, l'imperatore non poté non tenerne conto, tanto più che la città di Samosata, la maggiore della Commagene, si trova sull'Eufrate, da dove i Parti avrebbero potuto passare il fiume ed entrare facilmente entro i confini imperiali. Così Peto venne autorizzato ad agire nel modo più opportuno. Il comandante romano allora, senza che Antioco e i suoi se l'aspettassero, invase la Commagene alla testa della legio VI Ferrata insieme ad alcune coorti e ali di cavalleria ausiliaria, oltre ad un contingente di alleati del re Aristobulo di Calcide e di Soemo di Emesa.
L'invasione avvenne senza colpo ferire, poiché nessuno si oppose all'avanzata romana o resistette. Una volta venuto a sapere della notizia, Antioco non pensò di far guerra ai Romani, al contrario preferì abbandonare il regno, allontanandosi di nascosto su un carro con moglie e figli. Giunto a centoventi stadi dalla città verso la pianura, si accampò.
Frattanto Peto inviò un distaccamento a occupare Samosata con un presidio, mentre col resto dell'esercito si diresse alla ricerca di Antioco. I figli del re, Epifane e Callinico, che non si rassegnavano a perdere il regno, preferirono impugnare le armi, e tentarono di fermare l'armata romana. La battaglia divampò violenta per un'intera giornata; ma anche dopo questo scontro dall'esito incerto, Antioco preferì fuggire con la moglie e le figlie in Cilicia. L'aver abbandonato figli e sudditi al loro destino, generò un tale sconcerto nel morale delle sue truppe che alla fine i soldati commageni preferirono consegnarsi ai Romani. Al contrario il figlio Epifane, accompagnato da una decina di soldati a cavallo, attraversò l'Eufrate e si rifugiò presso il re dei Parti Vologese, il quale lo accolse con tutti gli onori.